# مالی هاگن
 مالی هاگن (انگلیسی: Molly Hagan؛ زادهٔ ۳ اوت ۱۹۶۱) یک هنرپیشه اهل ایالات متحده آمریکا است.
از فیلم‌هایی که وی در آن نقش داشته‌است می‌توان به خوش شانس‌ها، دندان‌پزشک و اسب‌های تازه نفس اشاره کرد.